# Anne Schäfer
Anne Schäfer (ur. 1 marca 1987 w Apoldzie) – niemiecka tenisistka.

## Kariera tenisowa
Tenisistka występująca głównie w turniejach rangi ITF. Po raz pierwszy w turniejach zawodowych pojawiła się w styczniu 2005 roku, na niewielkim turnieju w Stuttgarcie. Zagrała tam w kwalifikacjach, dzięki dzikiej karcie, ale przegrała już w pierwszym meczu z Renatą Voracovą. W lipcu tego samego roku udanie przeszła kwalifikacje do podobnego turnieju w hiszpańskim Getxo i w turnieju głównym dotarła do drugiej rundy. W maju 2006 osiągnęła finał turnieju w Falkenbergu, w Szwecji, przegrywając w nim z reprezentantką gospodarzy, Johanną Larsson. Odniosła jednak na tym turnieju spory sukces, pokonując w półfinale Yaninę Wickmayer. Swój pierwszy turniej w karierze wygrała w 2006 w Getxo. W sumie wygrała dwadzieścia jeden turniejów singlowych i dziewięć deblowych rangi ITF.
W kwietniu 2008 zagrała w kwalifikacjach do turnieju WTA w Pradze, gdzie w pierwszych dwóch rundach pokonała Sun Shengnan i Hanę Sromovą, ale w decydującym o awansie meczu przegrała z Jeleną Pandzic. W tym samym roku wzięła też udział w kwalifikacjach do turnieju wielkoszlemowego US Open, w których przeszła pierwsza rundę, pokonując Ukrainkę Oksanę Lubcową, ale odpadła w drugiej, przegrywając z Rosjanką Anastasiją Piwowarową. W 2009 grała w kwalifikacjach do wszystkich czterech turniejów Wielkiego Szlema, ale nigdy nie udało jej się awansować do turnieju głównego.
Najwyższy w karierze ranking WTA osiągnęła 23 marca 2009, plasując się na 161. miejscu.

## Wygrane turnieje rangi ITF
| turnieje z pulą nagród 100 000 $ |
| turnieje z pulą nagród 75 000 $  |
| turnieje z pulą nagród 50 000 $  |
| turnieje z pulą nagród 25 000 $  |
| turnieje z pulą nagród 15 000 $  |
| turnieje z pulą nagród 10 000 $  |

### Gra pojedyncza
|     | Data       | Turniej                  | Kat. | ($)    | Naw.   | Finalistka             | Wynik          |
| 1.  | 02/07/2006 | Getxo                    | ITF  | 10 000 | ziemna | Irene Rehberger-Bescos | 6:3, 3:6, 6:0  |
| 2.  | 16/07/2006 | Birkerød                 | ITF  | 10 000 | ziemna | Piia Suomalainen       | 6:4, 6:2       |
| 3.  | 13/08/2006 | Gdynia                   | ITF  | 10 000 | ziemna | Oksana Tepljakowa      | 6:3, 7:5       |
| 4.  | 20/08/2006 | Kędzierzyn-Koźle         | ITF  | 10 000 | ziemna | Kateřina Vaňková       | 7:6, 7:5       |
| 5.  | 08/10/2006 | Sofia                    | ITF  | 10 000 | ziemna | Tanja Germanlijewa     | 6:2, 6:7, 6:4  |
| 6.  | 06/06/2010 | Galatina                 | ITF  | 10 000 | ziemna | Lara Michel            | 4:6, 6:3, 6:1  |
| 7.  | 10/10/2010 | Cagliari                 | ITF  | 10 000 | ziemna | Francesca Mazzali      | 6:2, 6:2       |
| 8.  | 27/03/2011 | Gonesse                  | ITF  | 10 000 | ziemna | Anastasia Grymalska    | 7:5, 6:1       |
| 9.  | 31/07/2011 | Gardone Val Trompia      | ITF  | 10 000 | ziemna | Martina Caregaro       | 7:6, 0:6, 6:4  |
| 10. | 09/10/2011 | Settimo San Pietro       | ITF  | 10 000 | ziemna | Frederica Di Sarra     | 3:6, 6:3, 7:6  |
| 11. | 23/09/2012 | Dobricz                  | ITF  | 25 000 | ziemna | Angelique Van Der Meet | 6:2, 6:2       |
| 12. | 24/03/2013 | Gonesse                  | ITF  | 10 000 | ziemna | Kateřina Vaňková       | 6:1, 2:1 krecz |
| 13. | 09/11/2014 | Santa Margerita di Pula  | ITF  | 10 000 | ziemna | Claudia Giovine        | 6:0, 6:3       |
| 14. | 11/01/2015 | Antalya                  | ITF  | 10 000 | ziemna | Elke Tiel              | 4:0 krecz      |
| 15. | 08/02/2015 | Antalya                  | ITF  | 10 000 | ziemna | Sopia Kwacabaia        |                |
| 16. | 26/04/2015 | Santa Margherita di Pula | ITF  | 25 000 | ziemna | Alizé Lim              | 6:4, 6:3       |
| 17. | 30/08/2015 | Bagnatica                | ITF  | 15 000 | ziemna | Tamara Zidanšek        | 2:6, 6:1, 6:2  |
| 18. | 11/10/2015 | Santa Margherita di Pula | ITF  | 10 000 | ziemna | Camilla Rosatello      | 6:1, 6:3       |
| 19. | 07/02/2016 | Antalya                  | ITF  | 10 000 | ziemna | Viktória Kužmová       | 2:6, 6:2, 6:0  |
| 20. | 14/02/2016 | Antalya                  | ITF  | 10 000 | ziemna | Sopia Kwacabaia        | 6:3, 6:1       |
| 21. | 13/03/2016 | Antalya                  | ITF  | 10 000 | ziemna | Anastasija Wasyljewa   | 6:3, 6:3       |